# Fangschuss (Torpedo)
Der Fangschuss mit einem Torpedo bezeichnet in der Seekriegsführung den Schuss, mit dem ein bereits schwer beschädigtes oder kampfunfähig geschossenes oder manövrierunfähiges Schiff zum Sinken gebracht werden soll. Diese Fangschüsse werden in der Regel separat als solche dokumentiert. In deutschen Kriegstagebüchern diente dazu das Kürzel Tf für „Torpedo-Fangschuß“.